# 角状胶角耳
角状胶角耳（学名：Calocera cornea）是属于花耳目花耳科胶角耳属的一种真菌，生长在阔叶树或针叶树朽木上。该种分布于中国、日本、巴西、匈牙利、丹麦、比利时、爪哇、乌干达、加拿大、刚果、芬兰、俄罗斯、法国、英国、肯尼亚、挪威、美国、捷克斯洛伐克、瑞士、瑞典、新西兰、意大利、斯里兰卡、德国、墨西哥、澳大利亚等地。